# 水汶镇
水汶镇，是中华人民共和国广西壮族自治区梧州市岑溪市下辖的一个乡镇级行政单位。

## 行政区划
水汶镇下辖以下地区：
水汶社区、石村、旺田村、良乃村、南六村、太云村、云会村、大卫村、耀华村、云秀村、曾子村、王强村、翰田村、大南村、西河村、兆阳村、尚智村、旺公村、尚仁村、尚勇村、三村、竹兰村和严垌村。